# 安纳伯格庄园

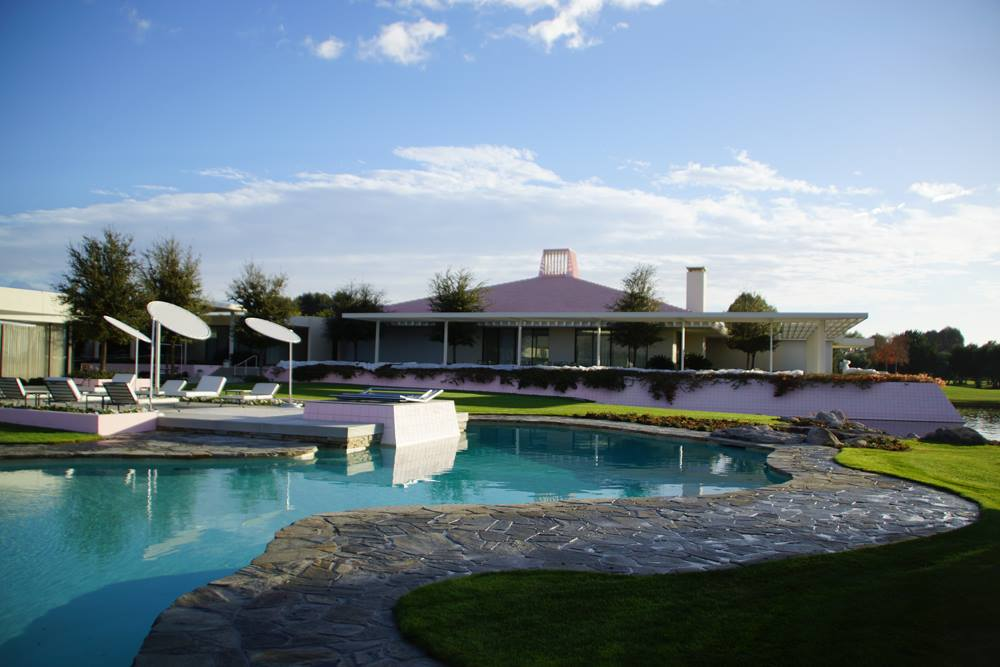
安納伯格莊園

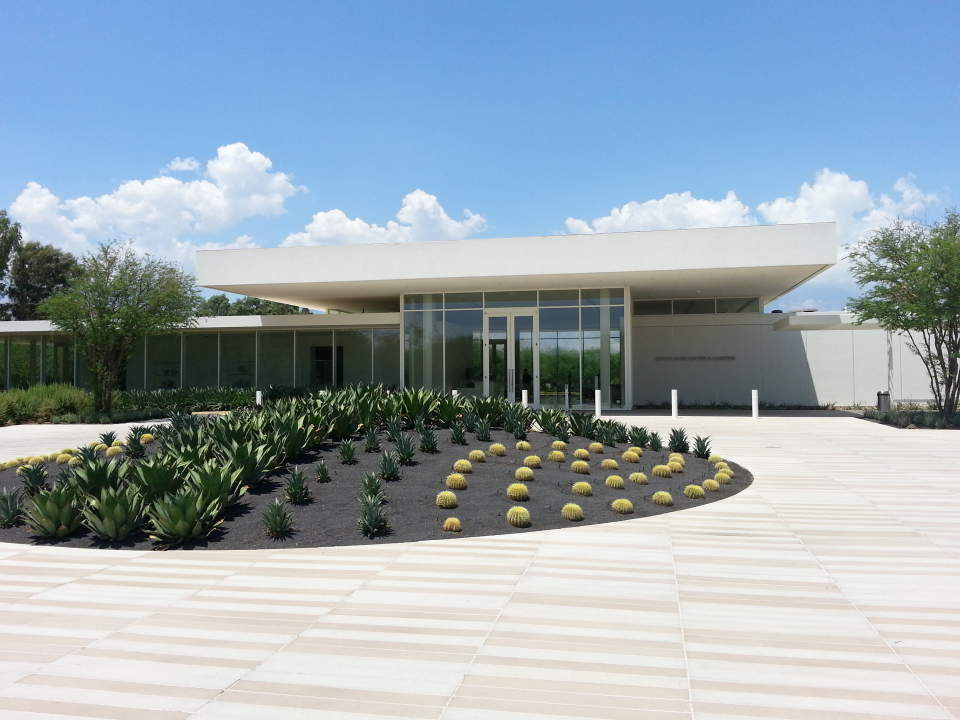
安納伯格莊園會客廳

安纳伯格庄园（英語： 英语原名：Annenberg Estate），又譯為「陽光莊園」、“阳光之乡”，是美国的一个著名庄园，位于加州兰乔米拉市。庄园占地200英亩(0.81平方公里)，由非营利组织安纳伯格信托基金会负责运营。庄园是世界知名的国际会议中心之一，二十世紀六十年代中期建成的莊園曾經是沃爾特·安納伯格和莉奧諾·安納伯格的避寒別墅。歷史上，這裡也曾經接待過八位美國總統、三位英國皇室及一位首相、各國政要以及各界名流，有「西部大衛營」之稱。美国总统巴拉克·奧巴馬在2013年與中國國家主席習近平曾在這裏會面。